# À corps perdu (film, 1965)
Pour les articles homonymes, voir À corps perdu.
Pour plus de détails, voir Fiche technique et Distribution.
À corps perdu (titre original : A Rage to Live) est un film dramatique américain réalisé par Walter Grauman et sorti en 1965.

## Synopsis
Une jeune héritière, vivant avec sa mère veuve, a des difficultés à bien se tenir en compagnie masculine. Sa réputation est connue de tous, ce que déplorent sa mère et son frère. Lors d'une fête, elle tombe amoureuse d'un jeune fermier qui lui propose de l'épouser, mais une ancienne connaissance ressurgit dans sa vie.

## Fiche technique
- Titre original : A Rage to Live
- Réalisation : Walter Grauman
- Scénario : John T. Kelley, d'après une nouvelle de John O'Hara
- Image : Charles Lawton Jr.
- Montage : Stuart Gilmore
- Durée : 101 minutes
- Musique : Nelson Riddle
- Costumes : Howard Shoup
- Genre : film dramatique
- Pays de production :  États-Unis
- Dates de sortie :
  - États-Unis : 25 octobre 1965
  - France : 13 mai 1966

## Distribution
- Suzanne Pleshette : Grace Caldwell Tate
- Bradford Dillman : Sidney Tate
- Ben Gazzara : Roger Bannon
- Peter Graves : Jack Hollister
- Bethel Leslie : Amy Hollister
- Carmen Mathews : Emily Caldwell
- Linden Chiles : Brock Caldwell
- James Gregory : Dr O'Brien
- Ruth White : Mme Bannon
- Mark Goddard : Charlie Jay
- Sarah Marshall : Connie
- George Furth : Paul Rutherford
- Virginia Christine : Emma
- Almira Sessions (non créditée) : la diseuse de bonne aventure

## Récompenses et nominations
- Howard Shoup a été nommé pour l'Oscar de la meilleure création de costumes lors de la 38e cérémonie des Oscars.